# Napoleon von Koczorowski

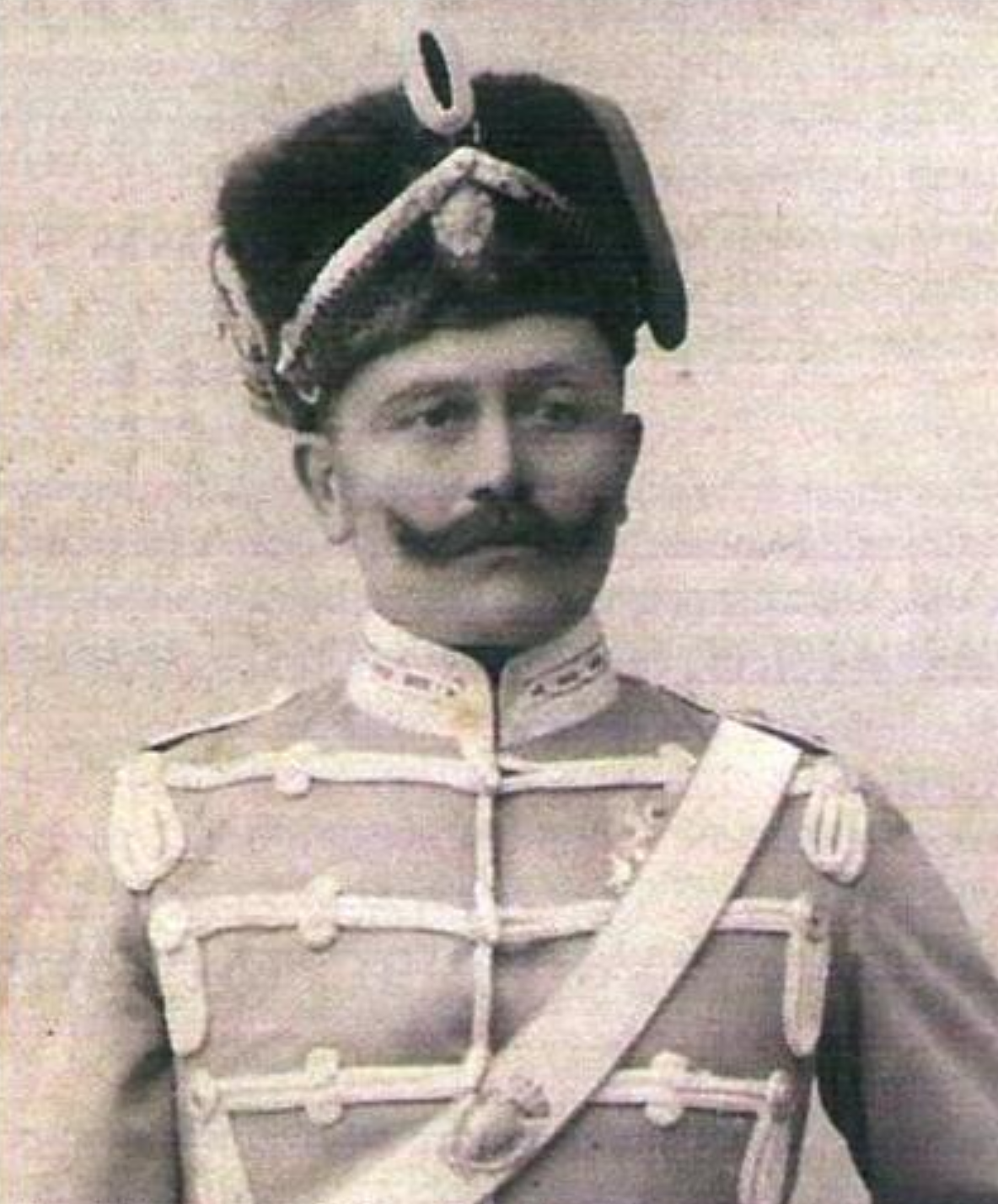
Napoleon von Koczorowski als Rittmeister, ca. 1895

Napoleon Leonhard Konstantin von Koczorowski (* 6. November 1861 in Gola in Preußen; † 23. Februar 1930 in Posen) war ein sächsischer und polnischer Offizier, zuletzt Oberst.

## Leben

### Karriere
Napoleon von Koczorowski trat 1879 in das Kadettenkorps der sächsischen Armee ein und wurde nach langjähriger Erziehung am 24. März 1882 als Fähnrich dem Königlich Sächsischen Karabinier-Regiment (2. Schweres Regiment) überwiesen. Am 13. Oktober desselben Jahres erfolgte seine Beförderung zum Leutnant. In den folgenden Jahren erfolgte unter anderem eine Verwendung als Regimentsadjutant. Nach Beförderung zum Oberleutnant am 7. September 1889 wurde er zum Militär-Reit-Institut in Hannover abkommandiert und kehrte nach zweijähriger Dienstleistung wieder in sein Stamm-Regiment zurück. 1892 wurde er als Assistent zur Militärreitanstalt in der Dresdner Albertstadt abkommandiert, wo am 18. September 1893 seine Beförderung zum Rittmeister erfolgte. Nachdem er von dieser Position enthoben wurde, wurde er 1894 dem Königlich Sächsischen 2. Husaren-Regiment Nr. 19 „Kronprinz Wilhelm des Deutschen Reiches und von Preußen“ zugeteilt. Im nächsten Jahr wurde er dann als Adjutant zur 3. Kavallerie-Brigade Nr. 32 unter Generalmajor Konstantin von Hoenning O’Carroll befehligt. 1897 wurde er von seiner Position enthoben und kehrte als Eskadronschef der 5. Eskadron zu seinem Truppenteil zurück. 1898 wurde er zum Ehrendienst des Grafen von Flandern berufen. Nach Beförderung zum Major am 20. September 1904 wurde er etatmäßiger Stabsoffizier beim Regiment. Er wurde in dieser Eigenschaft unter Genehmigung seines Abschiedsgesuches am 16. April 1907 zur Disposition gestellt und zog nach Schweidnitz.
Er beteiligte sich nach Ende des Ersten Weltkrieges am Posener Aufstand und war dort zunächst im Range eines Oberst Kommandeur der nördlichen Sektion zwischen Nakło-Rynarzewo. Am 7. Januar 1919 erfolgte die Ernennung zum Kommandeur des neuerrichteten 3. Militärbezirks. In den weiteren Jahren wurde er dann als Festungskommandant von Graudenz verwendet, zum Regimentskommandeur des 16. Großpolnischen Ulanenregiments ernannt und konnte in dieser Eigenschaft den General Józef Haller treffen. Zuletzt war er Kommandeur der Bromberger Garnison und Kommandeur der Abschnitte Inowrocław und Kcyński, bevor er aus dem aktiven Dienst ausschied. Er zog im Ruhestand nach Dopiewo, wo er 1928 zum Bürgermeister gewählt wurde.

### Familie
Er heiratete am 15. Februar 1896 in Kotzenau Hedwig von Schlittgen, Tochter des zu Berlin am 22. März 1897 preußisch nobilitierten Generaldirektors Major a. D. Johann Friedrich von Schlittgen, Leiters der Dohna’schen Eisenhüttenwerke in Mallmitz und Kotzenau (Johann Friedrich Schlittgen (1842–1908), ab 1867 Direktor des von seinem Vater gegründeten Eisenwerks Marienhütte bei Kotzenau (Klein-Kotzenau/Kreis Lüben). Er errichtete dort einen Arbeiterausschuss, der als Vorläufer einer Betriebsvertretung der Arbeiter anzusehen ist). Koczorowski bekam im August 1904 einen Sohn mit ihr.